# 창원 제포성지
창원 제포성지(昌原 薺浦城址)는 대한민국 경상남도 창원시 진해구 제덕동에 있는 성터이다. 1997년 12월 31일 경상남도의 기념물 제184호로 지정되었다.

## 현지 안내문
제포성지는 고려말 공양왕 2년(1390)에 왜구를 방어하기 위한 목적으로 수군만호진을 처음 설치하였고, 조선 전기 성종 때는 경상도 우수군이 머물수 있는 군영을 설치했던 곳이다.
수군은 배 위에서만 방어한다는 원칙이 성종 때에 무너지면서 경상도와 전라도 등 22곳에 수군진영을 만들었는데, 이 성은 성종 16년(1485)에 쌓기 시작하여 이듬해에 완성하였다.
성터는 산 정상에서 능선을 따라 해안에 이르도록 자연지형을 이용하여 만들었으며 자연석으로 기반을 마련하였다. 성문 밖에는 성문을 보호하기 위하여 쌓은 작은 성이 있으며, 성벽 주변에는 일정한 거리를 두고 못을 파서 돌렸다.

## 참고 자료
- 창원 제포성지 - 국가유산청 국가유산포털